# Syrmië

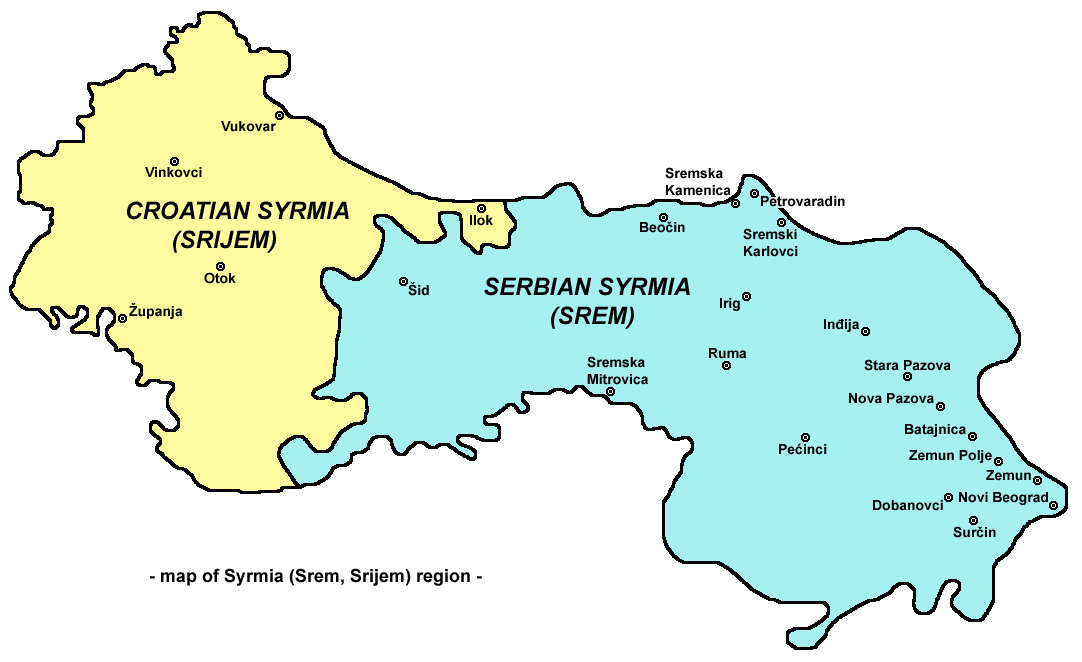
Syrmië; geel is Kroatisch, blauw is Servisch

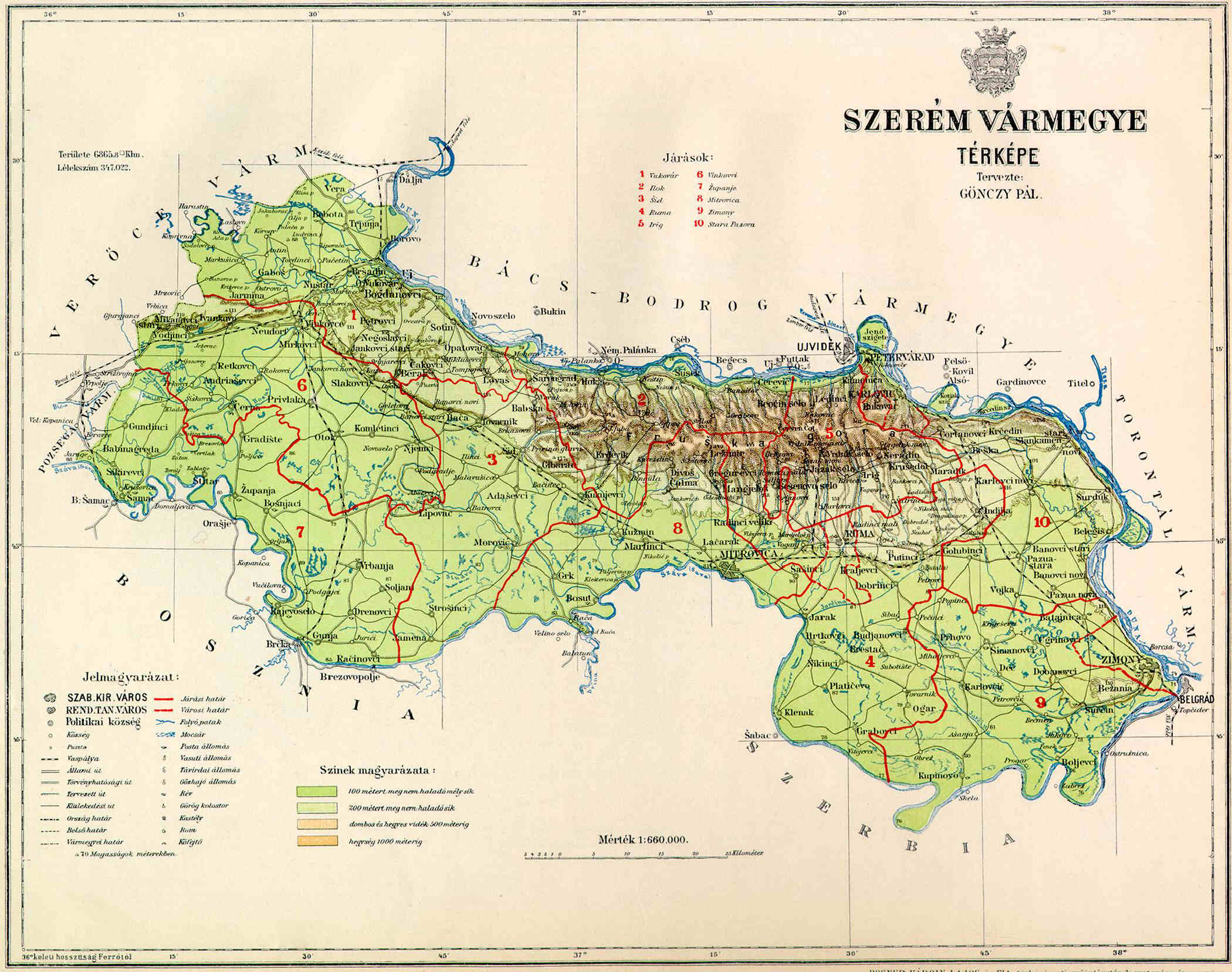
Het 19de-eeuwse comitaat Syrmië

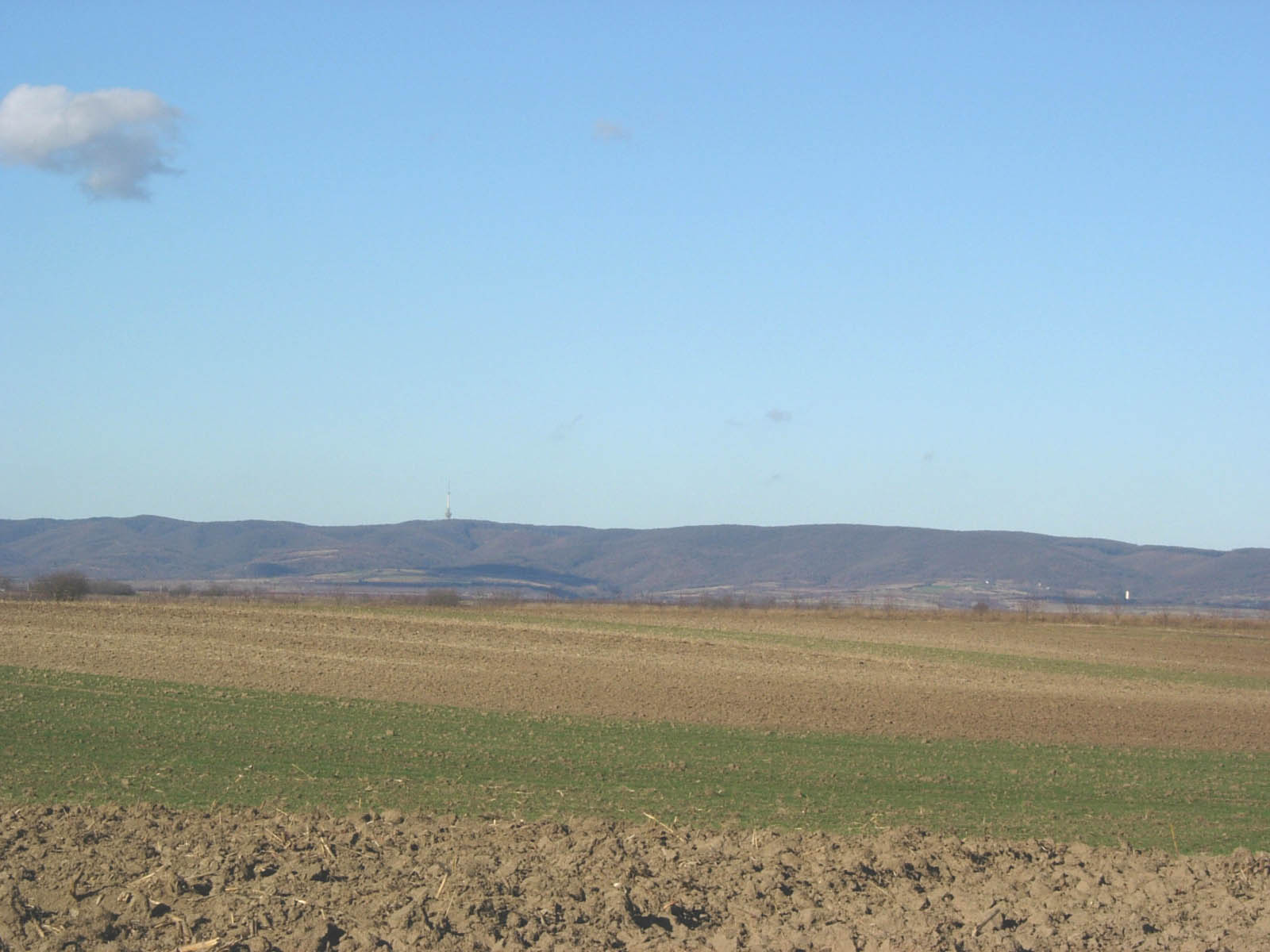
Landschap in Syrmië; op de achtergrond de Fruška Gora

Syrmië (Servisch: Srem of Срем; Kroatisch: Srijem; Hongaars: Szerémség) is een historische regio in de Balkan, tussen de Donau en de Sava. Het gebied hoort nu deels bij Servië en deels bij Kroatië.
Het grootste deel van Syrmië bevindt zich in de districten Srem en Zuid-Bačka van de Servische autonome provincie Vojvodina. Het oostelijke puntje, rond Novi Beograd, maakt nu deel uit van de stad Belgrado. Het westelijke deel vormt de Kroatische provincie Vukovar-Srijem.
Syrmië is een overwegend vlak gebied, met als uitzondering de Fruška Gora, een gebergte en nationaal park dat parallel aan de Donau loopt. De hoogste berg hier, de Crveni Čot, is met 539 m ook het hoogste punt van Syrmië. De Fruška Gora staat bekend om zijn vele orthodoxe kloosters.

## Etnische minderheden
De streek was vanaf de 12e eeuw onderdeel van Hongarije. Toen de Turken het gebied veroverden vluchtte de Hongaarse bevolking en een groot deel werd ook vermoord door de Turken. Vanaf de 18e eeuw werd het gebied voornamelijk door binnentrekkende Serviërs en Kroaten bewoond. De Serviërs vormen de grootste bevolkingsgroep.
In de 19e eeuw komen er ook weer Hongaren naar het gebied. In 1910 was hun aantal 29.522 en maakten ze 7% van de totale bevolking uit. Na het Verdrag van Trianon komt het gebied bij het Koninkrijk van Serviërs, Kroaten en Slovenen. Het aantal Hongaren neemt daarna af. In 1931 waren er nog 21.300, in 1971 was hun aantal gedaald tot 9.376.
Tegenwoordig wonen nog steeds etnische Hongaren in een aantal dorpjes in de gemeenten Inđija, Ruma en Irig. In 2011 was het aantal Hongaren 4.901, ruim 1 procent van de totale bevolking.
De Kroaten zijn de tweede belangrijke minderheid in het gebied.In 1910 was hun aandeel ruim 25% van de bevolking (106.198 personen). In 1931 waren er 117.000 Kroaten en in 1971 leefden er 38.389 Kroaten in het Servische deel van Syrmië. Tijdens de laatste volkstelling van 2011 vormden de Kroaten met 11.445 personen ruim 3% van de totale bevolking.
De Duitsers waren ten slotte ook een belangrijke bevolkingsgroep. In 1910 waren ze nog met 68.086 personen en vormden ruim 14% van de bevolking. Na het verdrag van Trianon nam hun aantal niet af, in 1931 waren er nog 68.000. Pas na de Tweede Wereldoorlog verdwenen de Duitstaligen volledig door gedwongen uitplaatsing.

## Geschiedenis
Syrmië is genoemd naar de Romeinse stad Sirmium, die lag op de plek van het huidige Sremska Mitrovica. Deze stad viel in 582 in handen van de Avaren. In dezelfde periode trokken ook de Slaven het gebied binnen. Het gebied werd vervolgens betwist tussen Slaven, Avaren en Byzantijnen en later tussen Hongaren en Byzantijnen. Van 1521 tot 1699 was het gebied in handen van het Ottomaanse Rijk.
De Turken werden in 1699 afgelost door de Oostenrijkse Habsburgers, die het gebied als onderdeel van hun Militärgrenze onder militair bestuur plaatsten. Vanaf 1867 behoorde het als bestanddeel van Kroatië en Slavonië tot de Hongaarse helft van de Dubbelmonarchie. Syrmië vormde één comitaat en had als hoofdstad Vukovar.
Na de Eerste Wereldoorlog viel Kroatië-Slavonië, en daarmee ook Syrmië, toe aan het nieuw gevormde Koninkrijk der Serviërs, Kroaten en Slovenen, waarin Syrmië van 1923 tot 1929 intact bleef als oblast, wederom met Vukovar als hoofdstad. In 1929 ging het SKS-koninkrijk over in Joegoslavië en werd een nieuwe administratieve onderverdeling van kracht, waarbij Syrmië werd gesplitst: het oosten ging tot het Donaubanaat behoren en het westen tot het Savabanaat (later: Kroatië). De splitsing is sindsdien van kracht gebleven, slechts onderbroken tussen de oorlogsjaren 1941 en 1944, toen heel Syrmië tot de Onafhankelijke Staat Kroatië behoorde.
Sinds het uiteenvallen van Joegoslavië in 1991 ligt Syrmië in twee landen. Westelijk Syrmië, dat ook bekendstaat als Oost-Slavonië, werd in dat jaar hevig bevochten.